# Neoscaptia androconiata
Neoscaptia androconiata är en fjärilsart som beskrevs av Rothschild 1912. Neoscaptia androconiata ingår i släktet Neoscaptia och familjen björnspinnare. Inga underarter finns listade i Catalogue of Life.